# Karabin CETME FR-8
Karabin CETME Modelo FR-8 Cetmeton – powojenna hiszpańska modyfikacja karabinu Mauser. Karabin został przystosowany do nowej natowskiej amunicji karabinowej. FR-8 znajdował się na wyposażeniu armii hiszpańskiej. Cechą charakterystyczną było umieszczenie pod lufą rurowego pojemnika na wycior i oliwiarkę.